# Chronologie der Stadt Soest
Chronologie der Stadt Soest in Westfalen

## Vor Christus
- 5500–5000 v. Chr.: Besiedlung durch Bandkeramischen Kultur südöstlich von St. Patrokli

## 1. Jahrtausend nach Christus
- Um 500: Salzgewinnung am Kohlbrink (Platz am Soestbach und Viertel in der nördlichen Altstadt)

## 8. Jahrhundert
- Um 780: Vorgängerbau der Petrikirche, als Missionskirche für Sachsen

## 9. Jahrhundert
- 836: Erste urkundliche Erwähnung Soests als „vila sosat“

## 10. Jahrhundert
- 954: Weihe von St. Patrokli, 960 Gründung als Kollegiatstift
- Um 960/965: Kölner Erzbischöfe als Landesherren errichteten ihre Soester Residenz, das spätere Hohe Hospital
- 9. Dezember 964: Beisetzung der Gebeine des Patroclus von Troyes durch den Kölner Erzbischof Bruno im Patroklidom

## 12. Jahrhundert
- 1140: bis 1150 Herausbildung des ersten Soester Stadtsiegels
- 1144: Übertragung von Soester Marktrechtsgewohnheiten auf Medebach (erste von 65 rechtsbelehnten Städten)
- 1150: Weihe der Petrikirche und Umbau; der Soester Fernhandel weitet sich aus bis Russland
- Um 1160: Aus dem Soester Stadtrecht entwickelt sich das Lübische Recht
- Um 1175: Ältestes deutsches Tafelbild (Retabel)
- Um 1180: Großer Mauerring (3,8 km): 102 ha Stadtfläche
- 1188: Der Erzbischof von Paderborn verleiht Korbach das Soester Stadtrecht

## 13. Jahrhundert
- Um 1200: Baubeginn der Kirchen St. Maria zur Höhe, Alt-St. Thomä sowie der Nikolaikapelle
- Um 1226: Alte Kuhhaut
- 1253: Soest, Dortmund, Münster und Lippstadt schließen ein Städtebündnis
- Nach 1281: Neue Kuhhaut

## 14. Jahrhundert
- Um 1300: Beginn des Erwerbs der Soester Börde (48 Dörfer); Entstehung der Kirche des Minoritenklosters (jetzt: Neu St. Thomä), Entstehung der St. Pauli-Kirche
- 26. März 1304: Der Kölner Erzbischof Wigbold von Holte stirbt in Soest
- 1313: Beginn des gotischen Neubaus der Wiesenkirche
- 1338: Erste belegte Allerheiligenkirmes in Soest
- 1350: Beginn der Aufzeichnung der Schrae

## 15. Jahrhundert
- 5. Juni 1444: Annahme des Herzogs von Kleve-Mark als neuem Stadtherrn
- 1444 bis 1449: Soester Fehde mit Belagerung der Stadt durch Truppen in Diensten der Erzbischöfe von Köln

## 16. Jahrhundert
- Um 1500: „Soester Abendmahl“, Glasfenster in der Wiesenkirche
- 1520: Klepping- bzw. Barbaraaltar in der Petrikirche
- Um 1530: Marienaltar in St. Maria zur Wiese von Heinrich Aldegrever
- 1531: Reformation – Sechs Pfarrkirchen werden evangelisch
- 1586: Abriss von Teilen des äußeren Walls der Stadtbefestigung

## 17. Jahrhundert
- 1608: Letzte Teilnahme an einem Hansetag (in Lübeck)
- 1661: Überführung der Madonnenstatue aus der Wiesenkirche in Soest nach Werl
- 1669: Huldigung der Soester für den Brandenburger Kurfürsten – Soest gehört nun zu den brandenburgischen Landen

## 18. Jahrhundert
- 1709: Barocke Turmhaube der Petrikirche
- 1751: Aufhebung der seit 1260 bestehenden Ratsverfassung durch Friedrich II. von Preußen
- 1763: Soest hat 3.800 Einwohner (das sind mindestens 10.000 Einwohner weniger als im 15. Jahrhundert), Tiefpunkt der Entwicklung infolge des Siebenjährigen Krieges

## 19. Jahrhundert
- Ab 1810: Beginn des Abrisses der mittelalterlichen Großbauten (Stadttore, Kapellen, Kirchen)
- 1815-1817: Soest wird Kreisstadt des Kreises Soest
- 1843: Juristentreffen in Soest als Teil des Vormärz, organisiert u. a. von Benedikt Waldeck und Johann Friedrich Joseph Sommer
- 1850: Eröffnung der Eisenbahnstrecke Hamm – Soest – Paderborn
- 1859 bis 1869: Konrad Duden unterrichtet am Archigymnasium Soest
- 28. Oktober 1870: Soester Programm (Zentrum) der Deutschen Zentrumspartei
- 1880: Soest hat 13.985 Einwohner (evang. 7.674, röm.-kath. 5983, jüd. 322)
- 1882: Einweihung der vollendeten Kirche St. Maria (Fertigstellung der Türme)
- 1890f.: Abriss des nördlichen Viertels der Soester Stadtumwallung zur besseren Anbindung der Stadt an die entstehende Bahnlinie

## 20. Jahrhundert
- 1905–1917: Soest wird zum Zentrum des so genannten Westfälischen Expressionismus
- 1925: Soest hat 20.995 Einwohner (evang. 11.597, röm.-kath. 9.047, sonst. Christen 38, jüd. 192)
- 1933: Soest hat 22.573 Einwohner (evang. 12.534, röm.-kath. 9.732, sonst. Christen 1, jüd. 162)
- 1934: Vorschlag des Kunsthistorikers Wilhelm Pinder, Soest zum Nationaldenkmal zu erklären
- 1939: Soest hat 23.400 Einwohner (evang. 11.994, röm.-kath. 10.431, sonst. Christen 36, jüd. 66)
- 1940-1945: Über 30 Luftangriffe zerstören fast 60 % der Altstadt
- 1945: Schwere Schäden der Petrikirche und der Wiesenkirche bei einem Bombenangriff
- 14. Oktober 1945: Neubegründung der Deutschen Zentrumspartei in Soest
- 1955: Abschluss des Wiederaufbaus der Petrikirche
- 1969: Bei der Gemeindegebietsreform werden 18 Umlandgemeinden mit der Gemeinde Soest zusammengelegt, siehe Soester Ortsteile
- 1975: Der neue Großkreis Soest entsteht im Rahmen der kommunalen Neuordnung mit Soest als Kreisstadt
- 1976: Das „Jägerken von Soest“ wird als Stadtsymbol anlässlich des 300. Todestages von Hans Jakob Christoffel von Grimmelshausen aus der Taufe gehoben
- 1982: Einrichtung eines stadtgeschichtlichen Museums im restaurierten Osthofentor, Ausstellung der größten Armbrustbolzensammlung Deutschlands
- 1987: 650. Feier der Allerheiligenkirmes
- 1987: Im August wird mit den neuen Bauarbeiten an der Wiesenkirche begonnen
- 1991: Eröffnung der Stadthalle Soest und des Bürgerzentrums „Alter Schlachthof“.
- 1992: In Soest stehen 600 Häuser unter Denkmalschutz

## 21. Jahrhundert
- 2006: Nach Jahren der Diskussion und Planung hat Soest wieder ein überdachtes Schwimmbad: das Aquafun wird eröffnet
- 2025: Soest hat 50.213 Einwohner[1]